# Finale Afrikaans kampioenschap voetbal 2012
De finale van het Afrikaans kampioenschap voetbal 2012 werd gespeeld op 12 februari 2012 in het Stade d'Angondjé in Libreville (Gabon). Zambia versloeg Ivoorkust met 8–7 na strafschoppen nadat de score na honderdtwintig minuten nog 0–0 was.

## Finale

### Wedstrijdverloop
Na honderdtwintig minuten was de stand nog steeds 0–0. In de strafschopserie wisten beide teams hun eerste zeven strafschoppen succesvol te nemen, waardoor de stand gelijk was. Daarna miste de Ivoriaan Kolo Touré zijn penalty, maar doordat ook Rainford Kalaba van Zambia miste stond het alsnog gelijk. Gervinho miste zijn strafschop door oog in oog met doelman Kennedy Mweene de bal over het doel te schieten. De penalty van Stophira Sunzu bleek de beslissende. Hij schoot deze binnen, waardoor Zambia de wedstrijd won.

### Wedstrijddetails
|                            |                                                                       |              |                                                                 |                                                                      |
| 12 februari 2015 20.30 uur | Zambia                                                                | 0 – 0 (n.v.) | Ivoorkust                                                       | Stade d'Angondjé, Libreville Scheidsrechter: Badara Diatta (Senegal) |
| 12 februari 2015 20.30 uur | verslag                                                               |              |                                                                 | Stade d'Angondjé, Libreville Scheidsrechter: Badara Diatta (Senegal) |
| 12 februari 2015 20.30 uur | Strafschoppen                                                         |              |                                                                 | Stade d'Angondjé, Libreville Scheidsrechter: Badara Diatta (Senegal) |
| 12 februari 2015 20.30 uur | C. Katongo Mayuka Chansa F. Katongo Mweene Sinkala Lungu Kalaba Zunzu | 8 – 7        | Tioté Bony Bamba Gradel Drogba Tiéné Ya Konan K. Touré Gervinho | Stade d'Angondjé, Libreville Scheidsrechter: Badara Diatta (Senegal) |

| Zambia | Ivoorkust |

| Zambia:        |    |                     |             |
|                |    |                     |             |
| DM             | 16 | Kennedy Mweene      |             |
| VR             | 6  | Davies Nkausu       |             |
| VC             | 13 | Stophira Sunzu      |             |
| VC             | 5  | Hijani Himoonde     |             |
| VL             | 4  | Joseph Musonda      | 12'         |
| MR             | 3  | Chisamba Lungu      |             |
| MC             | 8  | Isaac Chansa        |             |
| MC             | 19 | Nathan Sinkala      |             |
| ML             | 17 | Rainford Kalaba     |             |
| SP             | 11 | Christopher Katongo |             |
| SP             | 20 | Emmanuel Mayuka     |             |
| Wisselspelers: |    |                     |             |
| DM             | 1  | Kalililo Kakonje    |             |
| VD             | 2  | Francis Kasonde     |             |
| AV             | 9  | Collins Mbesuma     |             |
| MV             | 10 | Felix Katongo       | 74'         |
| AV             | 12 | James Chamanga      |             |
| MV             | 14 | Noah Chivuta        |             |
| VD             | 15 | Chintu Kampamba     |             |
| AV             | 18 | Evans Kangwa        |             |
| AV             | 21 | Jonas Sakuwaha      |             |
| DM             | 22 | Joshua Titima       |             |
| VD             | 23 | Nyambe Mulenga      | 12' 74' 69' |
| Bondscoach:    |    |                     |             |
| Hervé Renard   |    |                     |             |

| Ivoorkust:      |    |                    |     |
|                 |    |                    |     |
| DM              | 1  | Boubacar Barry     |     |
| VR              | 6  | Jean-Jacques Gosso |     |
| VC              | 4  | Kolo Touré         |     |
| VC              | 22 | Souleymane Bamba   | 66' |
| VL              | 17 | Siaka Tiéné        |     |
| MR              | 5  | Didier Zokora      | 75' |
| MC              | 19 | Yaya Touré         | 87' |
| ML              | 9  | Cheick Tioté       | 63' |
| AC              | 10 | Gervinho           |     |
| AC              | 8  | Salomon Kalou      | 63' |
| SP              | 11 | Didier Drogba      |     |
| Wisselspelers:  |    |                    |     |
| VD              | 3  | Arthur Boka        |     |
| AV              | 7  | Seydou Doumbia     |     |
| AV              | 12 | Wilfried Bony      | 86' |
| AV              | 13 | Didier Ya Konan    | 75' |
| MV              | 14 | Kafoumba Coulibaly |     |
| MV              | 15 | Max Gradel         | 63' |
| DM              | 16 | Daniel Yeboah      |     |
| MV              | 18 | Abdul Keïta        |     |
| VD              | 20 | Igor Lolo          |     |
| VD              | 21 | Emmanuel Eboué     |     |
| DM              | 23 | Gérard Gnanhouan   |     |
| Bondscoach:     |    |                    |     |
| François Zahoui |    |                    |     |

1957 · 1959 · 1962 · 1963 · 1965 · 1968 · 1970 · 1972 · 1974 · 1976 · 1978 · 1980 · 1982 · 1984 · 1986 · 1988 · 1990 · 1992 · 1994 · 1996 · 1998 · 2000 · 2002 · 2004 · 2006 · 2008 · 2010 · 2012 · 2013 · 2015 · 2017 · 2019
FIF · A-internationals · Selecties · Bondscoaches · Statistieken · Ivoriaans vrouwenelftal · Ivoorkust U21 · Ivoorkust U20 · Ivoorkust U19 · Ivoorkust U18 · Ivoorkust U17
1960 – 1969 ·
1970 – 1979 ·
1980 – 1989 ·
1990 – 1999 ·
2000 – 2009 ·
2010 – 2019 ·
2020 − 2029
WK 2006 · 
WK 2010 · 
WK 2014
OS 2008 · 
OS 2020
1960 ·
1961 ·
1962 ·
1963 ·
1964 · 
1965 ·
1966 · 
1967 ·
1968 ·
1969 ·
1970 ·
1971 ·
1972 ·
1973 ·
1974 ·
1975 ·
1976 ·
1977 ·
1978 · 
1979 ·
1980 ·
1981 · 
1982 ·
1983 ·
1984 ·
1985 ·
1986 ·
1987 ·
1988 ·
1989 ·
1990 ·
1991 ·
1992 · 
1993 · 
1994 · 
1995 · 
1996 · 
1997 · 
1998 · 
1999 · 
2000 · 
2001 · 
2002 · 
2003 · 
2004 · 
2005 · 
2006 · 
2007 · 
2008 · 
2009 · 
2010 · 
2011 · 
2012 · 
2013 ·
2014 ·
2015 ·
2016 ·
2017 ·
2018 ·
2019 ·
2020 ·
2021 ·
2022 ·
2023 ·
2024
Algerije ·
Angola ·
Argentinië ·
België ·
Benin ·
Bosnië en Herzegovina ·
Botswana ·
Brazilië ·
Burkina Faso ·
Burundi ·
Centraal-Afrikaanse Republiek ·
Chili ·
Colombia ·
Comoren ·
Congo-Brazzaville ·
Congo-Kinshasa ·
Duitsland ·
Egypte ·
El Salvador ·
Engeland ·
Equatoriaal-Guinea ·
Ethiopië ·
Frankrijk ·
Gabon ·
Gambia ·
Ghana ·
Griekenland ·
Guinee ·
Guinee-Bissau ·
Hongarije ·
Israël ·
Italië ·
Japan ·
Jordanië ·
Kameroen ·
Kenia ·
Koeweit ·
Lesotho ·
Liberia ·
Libië ·
Madagaskar ·
Malawi ·
Mali ·
Marokko ·
Mauritanië ·
Mauritius ·
Mexico ·
Moldavië ·
Mozambique ·
Namibië ·
Nederland ·
Niger ·
Nigeria ·
Noord-Korea ·
Oeganda ·
Oostenrijk ·
Paraguay ·
Polen ·
Portugal ·
Qatar ·
Roemenië ·
Rusland ·
Rwanda ·
Senegal ·
Servië en Montenegro ·
Seychellen ·
Sierra Leone ·
Slovenië ·
Soedan ·
Spanje ·
Tanzania ·
Togo ·
Tsjaad ·
Tunesië ·
Turkije ·
Uruguay ·
Verenigde Staten ·
Zambia ·
Zimbabwe ·
Zuid-Afrika ·
Zuid-Korea ·
Zweden ·
Zwitserland
Argentinië (2006) · 
Colombia (2014) ·
Ghana (2015) ·
Griekenland (2014) · 
Japan (2014) ·  
Nederland (2006) · 
Noord-Korea (2010) · 
Servië en Montenegro (2006) ·
Zambia (2012)
FAZ · 
A-internationals · 
Selecties · 
Statistieken · 
Zambiaans vrouwenelftal · 
Olympisch elftal · 
Zambia U21 · 
Zambia U20 · 
Zambia U18 · 
Zambia U17
1964 – 1979 ·
1980 – 1989 ·
1990 – 1999 ·
2000 – 2009 ·
2010 – 2019 ·
2020 − 2029
1964 ·
1965 ·
1966 ·
1967 ·
1968 ·
1969 ·
1970 ·
1971 ·
1972 ·
1973 ·
1974 ·
1975 ·
1976 ·
1977 ·
1978 ·
1979 ·
1980 ·
1981 ·
1982 ·
1983 ·
1984 ·
1985 ·
1986 ·
1987 ·
1988 ·
1989 ·
1990 ·
1991 ·
1992 ·
1993 ·
1994 ·
1995 ·
1996 ·
1997 ·
1998 ·
1999 ·
2000 ·
2001 ·
2002 ·
2003 ·
2004 ·
2005 ·
2006 ·
2007 ·
2008 ·
2009 ·
2010 ·
2011 ·
2012 ·
2013 ·
2014 ·
2015 ·
2016 ·
2017 ·
2018 ·
2019 ·
2020 ·
2021 ·
2022
Algerije · 
Angola ·
België ·
Benin ·
Botswana ·
Brazilië ·
Burkina Faso ·
Burundi ·
Chili ·
China ·
Comoren ·
Congo-Brazzaville ·
Congo-Kinshasa ·
Djibouti ·
Ecuador ·
Egypte ·
Equatoriaal-Guinea ·
Ethiopië ·
Gabon ·
Gambia ·
Ghana ·
Guinee ·
Guinee-Bissau ·
Honduras ·
India ·
Irak ·
Iran ·
Israël ·
Ivoorkust ·
Jamaica ·
Japan ·
Jemen ·
Jordanië ·
Kaapverdië ·
Kameroen ·
Kenia ·
Koeweit ·
Lesotho ·
Liberia ·
Libië ·
Madagaskar ·
Malawi ·
Mali ·
Marokko ·
Mauritanië ·
Mauritius ·
Mozambique ·
Namibië ·
Niger ·
Nigeria ·
Noord-Korea ·
Oeganda ·
Oman ·
Rwanda ·
Saoedi-Arabië ·
Senegal ·
Seychellen ·
Sierra Leone ·
Soedan ·
Somalië ·
Swaziland ·
Tanzania ·
Togo ·
Tsjaad ·
Tunesië ·
Zimbabwe ·
Zuid-Afrika ·
Zuid-Korea
Ivoorkust (2012)